# Hülstrung
Hülstrung, im 19. Jahrhundert noch Hülstrunk, ist eine aus einer Hofschaft hervorgegangene Ortschaft in der Stadt Leichlingen (Rheinland) im Rheinisch-Bergischen Kreis.

## Lage und Beschreibung
Hülstrung liegt nördlich des Leichlinger Kernorts an der Kreisstraße 10 im zur Wupper abfallenden Osthang der Leichlinger Hochfläche. Der nahe Fluss bildet nördlich vom Ort die Stadtgrenze zu Solingen.
Nachbarorte sind Kradenpuhl, Scheidt, Kuhle, Bertenrath, Bergerhof, Weide, Bennert, Diepenbroich, Oberschmitte, Ellenbogen, Buntenbach, Waltenrath, Bechlenberg, Pohligshof, Dierath, Wachholder, Schmerbach und Unterberg. Wüst gefallen ist Büchelshäuschen.
Im Hülstrung befindet sich eine unter Denkmalschutz stehende Fachwerkhofanlage mit zweigeschossigen Fachwerkwohnhaus, Backsteinanbau und Scheunentrakt aus Fachwerk und Backstein aus dem Jahr 1773.

## Geschichte
Hülstrung wurde 1327 als de Hulsstrunch erstmals urkundlich erwähnt. Der Hof war ein ehemaliges Lehngut der Abtei Deutz. Der Ortsname leitet sich von der regional häufig vorkommende Pflanze Ilex ab, die häufig auch als Hülse bezeichnet wird (Etymologie siehe unter Ilex). Hülstrung ist also der Strunk einer Hülse. Die Karte Topographia Ducatus Montani aus dem Jahre 1715 zeigt mehrere Höfe unter dem Namen Hülsterong. Im 18. Jahrhundert gehörte der Ort zum Kirchspiel Leichlingen im bergischen Amt Miselohe. Die Topographische Aufnahme der Rheinlande von 1824 und die Preußische Uraufnahme von 1844 verzeichnen den Ort als Hülstrung bzw. Hülstrunk.
1815/16 lebten 119 Einwohner im Ort. 1832 gehörte Hülstrung unter dem Namen Hülstrunk der Bürgermeisterei Leichlingen an. Der laut der Statistik und Topographie des Regierungsbezirks Düsseldorf als Dorfschaft kategorisierte Ort besaß zu dieser Zeit 23 Wohnhäuser und 30 landwirtschaftliche Gebäude. Zu dieser Zeit lebten 138 Einwohner im Ort, davon neun katholischen und 129 evangelischen Glaubens.
Im Gemeindelexikon für die Provinz Rheinland werden 1885 24 Wohnhäuser mit 137 Einwohnern angegeben. 1895 besitzt der Ort 21 Wohnhäuser mit 120 Einwohnern, 1905 19 Wohnhäuser und 98 Einwohner.
Bei Hülstrunk befand sich ein Wasserwerk.
3 Wohnhäuser stehen unter Denkmalschutz: Haus Nr. 34, 47 und 49/51.